# بالابر بایلونگ
بالابر بایلونگ (چینی: 中原福塔) بالابری است که در نزدیکی شهر ژانگجیاجی، کشور چین قرار دارد. این بالابر ۳۲۶ متر ارتفاع دارد و در کنار صخره‌ای بزرگ در منطقهٔ توریستی ولینگ یانگ قرار دارد.این بالابر در ۱۶ ژوئیه ۲۰۱۵ رسماً رکورد بالاترین بالابر خارج از ساختمان را به نام خود در رکوردهای جهانی گینس ثبت کرد. این بالابر بلندترین و سنگین‌ترین بالابر خارج از ساختمان دنیاست.